# Harold Jefferson Coolidge
Pour les articles homonymes, voir Coolidge.
Harold Jefferson Coolidge est un environnementaliste et un mammalogiste américain, né le 15 janvier 1904 à Boston et mort le 15 février 1985 à Beverly (Massachusetts).

## Biographie
Harold Jefferson Coolidge fait des études aux universités de l’Arizona, d’Harvard et de Cambridge. Il obtient un poste d’assistant pour les mammifères au Museum of Comparative Zoology de l’université Harvard où il s’occupe surtout des singes et notamment du gorille.
Il est le vice-président de l’International Union for the Conservation of Nature and Natural Resources (1948-1954), directeur fondateur et un ancien président (1966-1972, président honoraire après cette date) de l’Union internationale pour la conservation de la nature (UICN) et le directeur fondateur du World Wildlife Fund et du World Wildlife Fund pour les États-Unis. Coolidge est en outre membre de diverses sociétés savantes comme l’American Society of Mammalogists, la Fondation Charles Darwin, la Fauna Preservation Society, la Société zoologique de New York, l'Académie nationale des sciences, etc.
Coolidge reçoit un titre de docteur honoris causa de l’université George-Washington, de l’université nationale de Séoul et l’université Brandeis.